# أثر جائحة فيروس كورونا على الدين
طال تأثير جائحة فيروس كورونا 2019-2020 الأديان بطرق مختلفة، بما في ذلك إلغاء مختلف الأديان للشعائر الدينية، وإغلاق مدارس الأحد، وكذلك إلغاء الاحتفالات والمهرجانات المتعلقة بالحج. قدمت العديد من الكنائس والكُنُس اليهودية والمساجد والمعابد الشعائر الدينية عبر البث المباشر أثناء الجائحة. كما قامت أجنحة الإغاثة في المنظمات الدينية بإرسال لوازم التطهير، وأقنعة التنفس المنقية للهواء، وواقيات الوجه، والقفازات، والعناصر الكيميائية الكاشفة عن الحمض النووي لفيروس الكورونا، وأجهزة التنفس الصناعي، وأجهزة مراقبة حالة المرضى، ومضخات الحقن، ومضخات التسريب، والأغذية إلى المناطق المصابة. قدمت كنائس أخرى اختبار كوفيد-19 مجانًا للجمهور. اجتمع أتباع العديد من الأديان معًا للصلاة من أجل نهاية جائحة كوفيد-19، ومن أجل هؤلاء الذين تضرروا منه، وكذلك من أجل إلهام الأطباء والعلماء الحكمة اللازمة لمكافحة المرض. في الولايات المتحدة، حدد الرئيس دونالد ترامب يوم 15 مارس 2020 يومًا وطنيًا للصلاة من أجل «وضع يد الله الشافية على شعب أمتنا»

## الأديان

### المسيحية

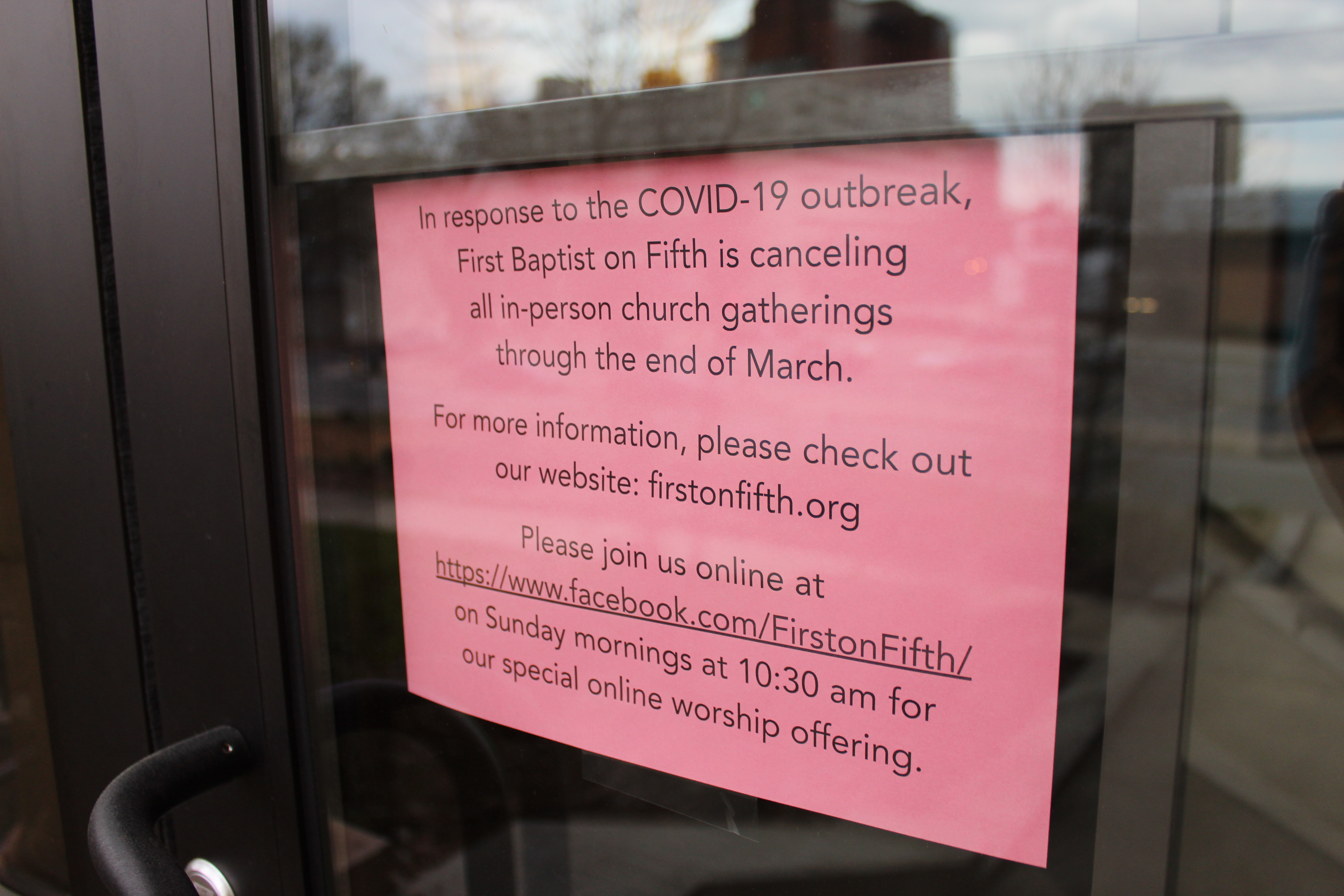
لافتة على كنيسة أُغلِقت مؤقتًا بسبب فيروس كورونا..

أعلن الأمين العام لمجلس الكنائس العالمي أولاف فيكسي تفيت أن «يستدعي هذا الوضع تضامننا، ومسؤوليتنا، وتعقلنا، ورعايتنا، وحكمتنا ... [وكذلك] علامات إيماننا وأملنا ومحبتنا». تستمر بعض الكنائس أثناء جائحة فيروس كورونا 2019-2020 في تشغيل بنوك الطعام الخاصة بها والتي تقدم أكياسًا ممتلئة باللحم ولفائف ورق التواليت للأسر المحتاجة. قدم اللوثريون لمواجهة الكوارث، وهو جناح الإغاثة التابع للكنيسة الإنجيلية اللوثرية في أمريكا (إي إل سي إيه) الإمدادات إلى الصين، حيث نشأ المرض؛ يشمل ذلك لوازم التطهير، وأقنعة التنفس المنقية للهواء، وواقيات الوجه، والقفازات، والعناصر الكيميائية الكاشفة عن الحمض النووي لفيروس الكورونا، وأجهزة التنفس الصناعي، وأجهزة مراقبة حالة المرضى، ومضخات الحقن، ومضخات التسريب، والأغذية إلى المناطق المصابة. تبرعت كاتدرائية واشنطن الوطنية، التي تنتمي إلى الكنيسة الأسقفية الأمريكية البروتستانتية، بأكثر من خمسة آلاف من الأقنعة الجراحية إن 95 لمستشفيات واشنطن العاصمة، والتي كانت تعاني من نقص خلال جائحة فيروس كورونا 2019-2020. قدمت كنائس أخرى، مثل كنيسة هايلاندز، وهي كنيسة مسيحية إنجيلية، اختبارات كوفيد-19 مجانًا في مواقف السيارات الخاصة بها.
مشيرًا إلى العقيدة المسيحية لجسد المسيح، كتب الكاهن الإنجيلي جوناثان وارن باغان أن «الصلاة الجماعية في الأقوال والطقوس الدينية ليست بالتالي إضافة اختيارية للمسيحيين» لكن جائحة فيروس كورونا 2019-2020 جعلت من الضروري الانتقال إلى التنسيقات على الإنترنت للصالح العام. وشجع ممارسة التناول الروحي خلال الجائحة (خاصة خلال شعيرة صلاة الصباح الإنجيلية)، التي استخدمها المسيحيون في أوقات الطاعون، وكذلك في أوقات الاضطهاد، وفي كليهما مُنِع المسيحيون من التجمع في يوم الرب للاحتفال بالقربان المقدس (الأفخارستيا). كما اقترح رجال الدين الميثوديين، وكذلك البابا فرنسيس، أن يمارس المؤمنون التناول الروحي خلال جائحة كوفيد-19.
استمرت الأبرشيات في دق نواقيس الكنائس كنداء للصلاة خلال تفشي فيروس كورونا. أعلن الفاتيكان إلغاء مرسم (عبادات) أسبوع الآلام في روما، والتي تحدث خلال الأسبوع الأخير من موسم التوبة المسيحي في الصوم الكبير. وقد أوصت العديد من الأبرشيات الأسقفية والكاثوليكية المسيحيين الأكبر سنًا بالبقاء في المنزل بدلًا من حضور القداس الإلهي أيام الأحد، وهو أمر مطلوب عادةً كونه يوم الرب؛ أتاحت العديد من الكنائس من جميع الطوائف المسيحية شعائر الكنيسة عبر الراديو أو بالبث المباشر عبر الإنترنت أو التلفزيون، بينما عرض بعضها الآخر شعائره في مواقف سيارات الكنيسة. بإغلاق أبرشية الرومان الكاثوليك في روما كنائسها ومصلياتها (كنائسها الصغيرة)، أصبح ميدان القديس بطرس الآن خاليًا من الحجاج المسيحيين؛ من ناحية أخرى، تركت أبرشية الرومان الكاثوليك في نيويورك، رغم إلغاء الشعائر، كنائسها مفتوحة للصلاة. بحلول 20 مارس 2020، كانت كل الأبرشيات الرومانية الكاثوليكية في الولايات المتحدة قد علقت الاحتفال العام بالقداس الإلهي واستغنت عن واجب حضور قداس الأحد؛ كما علقت الكنيسة الأوكرانية الكاثوليكية في الولايات المتحدة القداس الإلهي العام. منح المجلس الأعلى للكنيسة الرسولية في 20 مارس 2020 صكوك الغفران لمختلف الأشخاص المتضررين من فيروس كورونا. بالإضافة إلى ذلك، يمكن لأولئك الذين لا يستطيعون تلقي مسحة المرضى، وخاصة أولئك المصابين بفيروس كورونا، الحصول على صكوك الغفران بتلاوة الصلوات بمفردهم، مع التوصية بوجود الصليب.
أوصى إل. جوناثان هولستون، أسقف المؤتمر السنوي للكنيسة الميثودية المتحدة بكارولينا الجنوبية، بأن تستمر الكنائس بإقامة الشعائر - مع مزيد من اليقظة فيما يتعلق بتنظيف مناطق العبادة، وتوفير محطات غسل اليدين، وتثقيف الأعضاء حول الإبعاد الاجتماعي والتدابير الوقائية الأخرى» في 13 مارس 2020، أصدر الأسقف إيلين ج. و. ستانوفسكي من المؤتمر السنوي للكنيسة الميثودية المتحدة في شمال غرب المحيط الهادئ بيانًا قد يُحدَّث في موعد لا يتجاوز بداية أسبوع الآلام، وجه «الكنائس المحلية بأي حجم والكهانات الأخرى في ولايات ألاسكا، وأيداهو، وأوريغون، وواشنطن لتعليق العبادات التي تستلزم الحضور والتجمعات الأخرى لأكثر من 10 أشخاص في الأسبوعين المقبلين». نقلت العديد من الكنائس الميثودية، التي تناصر تعاليم الأحد السبتية (تكريس يوم الأحد للتعبد)، شعائرها الكنسية إلى البث عبر الإنترنت؛ فتقدم تسعون بالمائة من أبرشيات المؤتمر السنوي للكنيسة الميثودية المتحدة شمال غرب المحيط الهادئ، على سبيل المثال، الآن القداس عن طريق البث المباشر عبر الإنترنت.
تأثر الاحتفال بيوم القديس باتريك في 17 مارس 2020 بجائحة كوفيد-19، لكن الشعائر لا تزال قائمة في بعض الكنائس ولا تزال بعض المواكب تبدأ. تحدت بعض الكنائس أوامر الحكومة التي تحظر التجمعات الكبيرة، بل وشجع البعض أعضائها على تجاهل التحذيرات الصحية.
فرضت بطريركية القسطنطينية المسكونية اليونانية الأرثوذكسية تعليقًا عالميًا لجميع «الشعائر والفعاليات والطقوس الإلهية، باستثناء الصلوات الخاصة في الكنائس التي سيسمح بها حتى نهاية مارس». في بيان مشترك مع رؤساء كنائس القدس الأخرى، حثت بطريركية الروم الأرثوذكس في القدس الأعضاء على «الالتزام باحتياطات وتعليمات السلطات المدنية» فيما يتعلق بـ بكوفيد-19. لم تعلق الكنيسة الأرثوذكسية الروسية حتى الآن الشعائر الكنسية، لكنها طبقت تدابير احترازية للحد من الانتشار المحتمل للعدوى. طبقت الكنيسة الرومانية الأرثوذكسية، والكنيسة الصربية الأرثوذكسية، والكنيسة الجورجية الرسولية الأرثوذكسية احتياطات مماثلة دون تعليق الشعائر.
بدأت الكنائس المسيحية الأخرى، بما في ذلك الكنائس غير المذهبية، في استخدام البث المباشر مع إمكانية استخدام المحادثة والتأكيد على التجمع فقط في مجموعات صغيرة، مثل العائلات المباشرة، مع تعليق التردد على الكنيسة شخصيًا. يشمل هذا المنصة الإلكترونية لكنيسة لايف تشيرش (كنيسة الحياة) وجهاز التشفير المعروف باسم (نحيا كشخص واحد) تنشر المقالات لمساعدة أولئك الذين لم يستخدموا البث المباشر من قبل. امتثالًا للتوصية المحلية، انتقلت كنائس مثل زمالة كورنرستون في خليج كاليفورنيا الشرقي حصريًا إلى الإنترنت، مؤكدة أن ذلك ليس بدافع الخوف أو الذعر، بل بسبب القلق على كبار السن. في هونغ كونغ أيضًا، انتقلت الكنائس إلى منصة الشبكة المفتوحة لكنيسة لايف تشيرش على الإنترنت.
نفذت كنيسة يسوع المسيح لقديسي الأيام الأخيرة تعليقًا مؤقتًا لجميع الشعائر في جميع أنحاء العالم نتيجة جائحة كوفيد-19.

#### الاستجابة والتأثير
تبعًا لتقرير غالوب الذي كتبه «فرانك نيوبورت» فإن النتيجة الأكثر درامية للدين هي التحول السريع للغاية للخدمات الدينية من كونها تُقدم بشكل شخصي لأن تصبح عبادة عن طريق الإنترنت. على الرُغم من كون الكنائس قد قامت لمئات السنين باستخدام طُرق مختلفة للوصول إلى جمهورها مثال: الراديو، والتليفزيون، والإنترنت، إلا ان غالوب يرى ان توقف العبادات الشخصية هو واحد من أهم اضطرابات الصدمة الهائلة التي حدثت في ممارسات العبادة في تاريخ الولايات المتحدة.
في مارس 2020 قدم أبحاث بيو تقريرًا عن التغير الحادث لعادات عبادات الأشخاص خلال الجائحة. أكثر من نصف الإجابات أكدوا على انهم يُصلون من اجل نهاية انتشار فيروس الكورونا، وان حضورهم للخدمات الدينية بشكل شخصي قد قل للغاية، وأنهم اصبحوا يشاهدون الخدمات الدينية عن طريق الإنترنت أو عن طريق التلفاز عوضًا عن حضورها بشكل شخصي. كما أصدرت مجلة تايم تقريرًا أن الخدمات الكنسية من خلال السيارة قد حققت مستوى عالٍ من الحضور خلال فترة انتشار فيروس كوفيد-19.
ما إذا كان لهذه الأزمة تأثير على الحياة الشخصية الدينية على المستوى البعيد؛ فإن 19% من الأمريكان قالوا ان ايمانهم يزداد قوة، وصرح 3% فقط ان الأمور يزيداد سوءًا معهم من هذه الناحية.

##### التباعد الإجتماعي
الكثير من الأبرشيات الأسقفية والكاثوليكية كانت قد قدمت اقتراحات للمسيحين كِبار السن أن يلتزموا منازلهم بدلًا من حضور قُداس يوم الاحد على الرغم من كونه مطلوب عادةً، إلا ان الكثير من الكنائس المسيحية من مُختلف الطوائف قد قدمت الخدمات الكنسية عن طريق الراديو، أو البث المباشر، أو التليفزيون، بينما قام البعض الآخر من الكنائس بتقديم الخدمات الكنسية داخل السيارات في موقف سيارات الكنيسة. بعض المسيحين يستخدمون التطبيقات الإلكترونية لمواصلة ومتابعة الصلوات والتعبدات اليومية للمحافظة على الإنخراط والإرتباط بإيمانهم.
يقوم الكثير من المسيحيين بشكل تقليدي برصد موسم التوبة المسيحية للصوم الكبير من خلال الإنقطاع عن اللحوم في أيام الجُمع، خصوصًا الروم الكاثوليك، والميثوديون، والإنجليكان. وقد رُفعت مُتطلبات هذه العادة  بواسطة بعض الأساقفة الرومان الكاثوليكيين وسط جائحة فيروس كورونا 2019-20 الشئ الذي تزامن مع الصوم الكبير في 2020  طقس القربان المقدس تم تعليقه خلال أسبوع الآلام (خاصةً تلك الموجودة في أحد الشعانين، جاسوس الأربعاء، وخميس العهد، والجمعة الجيدة، والسبت المُقدس).
كما قد تم إلغاء الأسبوع الأخير من الصوم الكبير بواسطة العديد من الكنائس التابعة لأغلب الطوائف السائدة متضمنة الكنائس الإنجيلية، والكاثوليكية، واللوثرية، والميتودية، والمورفية، والبروتستانية أيضًا ذلك يتضمن أيضًا خدمة رويال ماندي الخيرية[بحاجة لمصدر] والتي قام بها ملك المملكة المتحدة في خميس العهد(

##### إضطهاد معاداة المسيحية
أما حكومة الصين التي تدعم سياسة الدولة المُلحدة قد استغلت جائحة فيروس كورونا 2019-2020 لإستكمال حملاتها المضادة للأديان، حيث قامت بهدم كنيسة شيانغ باي شو في ييشينغ، وأزالت الصليب المسيحي من برج الكنيسة في مقاطعة قوييانغ.
وفي مقاطعة شاندونغ قام المسئولين بنشر توجيهات لمنع الوعظ عن طريق الإنترنت حيث أنها طريقة حيوية تستعملها الكنيسة للوصول إلى المُصلين خلال فترات كُلًا من الإضطهاد وإنتشار الفيروس.
في إبريل 2020 أعلن قسم العدل للولايات المتحدة أن «من الممكن للحكومة عدم فرض التقييد الإجتماعي على الأنشطة الدينية، الشئ الذي لم يتم تطبيقه بالمثل على الأنشطة الغير دينية المُماثلة» كرد على تنويه أعضاء كنيسة المعبد المعمداني في جرينفيل وميسيسيبي لتعليق الكثير من خدمات الصلاة بالسيارة.
استمع المصلون إلى خُطبة الكنيسة عن طريق الراديو وهم في سياراتهم.  رواد الكنيسة الجرينفليين تم تغريمهم 500 دولار للفرد الواحد. كما أكد قسم العدل على الحرية الدينية كرد على أي دولة من الحكومة المحلية لموقفهم تجاه الكوفيد-19 ووقوفهم مع الكنيسة

##### الطوائف

###### اللوثرية
تتمثل استجابة الطائفة اللوثرية للكوارث عن طريق إمداد جناح الإغاثة للكنيسة الإنجيلية اللوثرية في أمريكا (ELCA) بالإعانات للصين في بداية ظهور المرض، تتضمن هذه الإمدادات لوازم التطهير، وأجهزة تنفس تعمل بالطاقة، وواقيات للوجه، والقفازات، وإختبارات الكشف عن الحمض النووي لفيروس كورونا، ومراوح التهوية، ومضخات الحقن، ومضخات التسريب، والطعام للمناطق المُصابة.
كما اهتمت الكنيسة اللوثرية بإرسال المعونات إلى الدول المتقدمة قامت الإغاثة اللوثرية العالمية أيضًا بالإهتمام بإرسال الإمدادات والمعونات إلى إفريقيا حيث قال أليسون بير: ان الانتشار الواسع للفقر والأحياء الفقيرة الحضرية المزدحمة يضعا إفريقيا في خطر أكبر. عندما كانت عيادات الإغاثة اللوثرية العالمية في نيروبي تُقدم العلاج لمرضى نقص المناعة البشرية (الإيدز) لعدة شهور تم الإهتمام بتعليم الناس مدى أهمية غسل الأيدي، وتم تغيير غرض معدات الحماية لمواجهة فيروس كورونا 2019-2020 خلال الجائحة
الاستجابة اللوثرية للكوارث تدعم وزارات الإطعام الجماعية لتوفير الطعام لهؤلاء الذين يحتاجونه، حيث تقوم الكنيسة الإنجيلية اللوثرية بإرسال الطعام، والعلاج، وإرسال الإمدادات الأساسية إلى كل من نيو أورلانس، وشمال كاليفورنيا، وإيطاليا، وفَلسطين، وسيرا ليون، والعمل العمل مع المنظمة اللوثرية العالمية، وتحالف ال (ATC)

## الإسلام

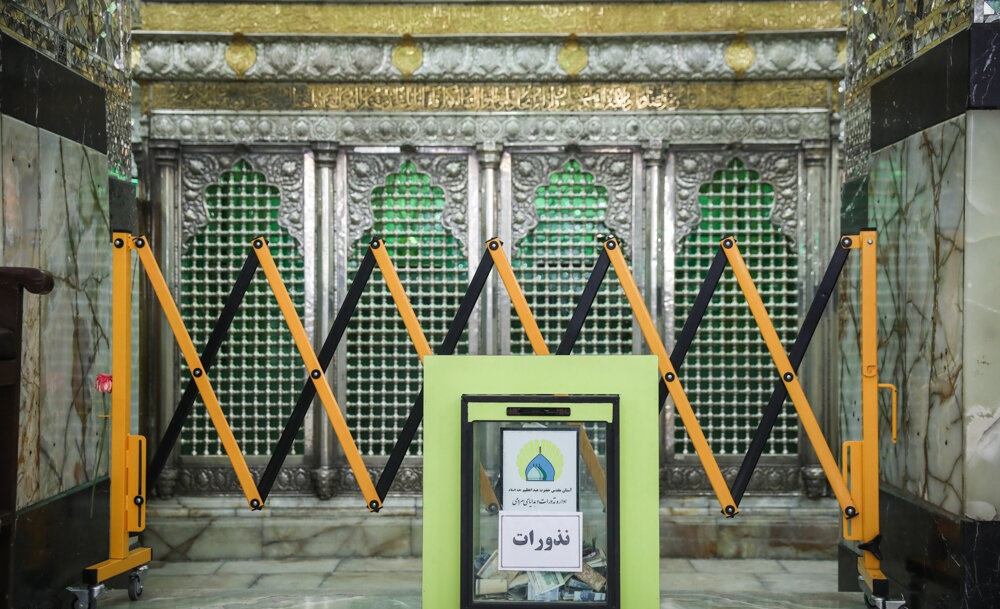
مرقد الشاه عبد العظيم الحسني في الري، إيران مغلقًا

هناك تخوف من صعوبة السيطرة على انتشار الفيروس أثناء السفر والتجمعات في رمضان وعيد الفطر.
رُبِط بين عدد كبير من حالات الإصابة بالفيروس في جنوب شرق آسيا والحدث الديني الكبير تبليغ أكبر الذي عقد في أواخر فبراير 2020.
أغلقت السعودية المسجد الحرام في مكة أمام المعتمرين وحظرت لمس الكعبة. في 5 مارس، أضافت الحكومة السعودية خطوات أخرى بخصوص المسجد الحرام في مكة والمسجد النبوي في المدينة المنورة، والتي تضمنت إغلاقًا مؤقتًا للمسجد الكبير لأغراض التعقيم. في 20 مارس، أُغلق المسجدان أمام الجمهور.
أوصت الجمعية الإسلامية لأمريكا الشمالية والرابطة الطبية الإسلامية الكندية والمجلس الكندي للأئمة بتعليق تجمُّع المصلين ليوم الجمعة.
أغلقت قبة الصخرة، لكنّ الصلوات الإسلامية لا تزال تؤدى في المسجد الأقصى.
أُغلِقت المساجد في سنغافورة وماليزيا.
أُغلِق ضريح الإمام رضا (الحضرة الرضوية)، ومدفن فاطمة بنت موسى الكاظم (حرم فاطمة معصومة)، ومرقد الشاه عبد العظيم الحسني، ومسجد جمكران في إيران مؤقتًا. كما عُلق الاجتماع لصلاة الجمعة.
حث الزعماء الدينيون في كل من الكويت والمملكة العربية السعودية بقوة الناس على الصلاة في منازلهم وتجنب الذهاب إلى المساجد للصلاة العادية ويوم الجمعة.
أصدر مجلس العلماء الإندونيسي فتوى تنصح المسلمين بالصلاة في منازلهم وتجنب المساجد التي انتشر فيها المرض بشدة.
فرضت رئاسة الشؤون الدينية التركية حظرًا على الصعيد الوطني على تجمعات الصلاة في المساجد، بما في ذلك صلاة الجمعة.
في 19 مارس 2020، اجتمع خمسة وعشرون ألف شخص في بنغلاديش للاستماع إلى «آيات الشفاء» من القرآن الكريم «لتخليص البلاد من الفيروس القاتل».

### اليهودية

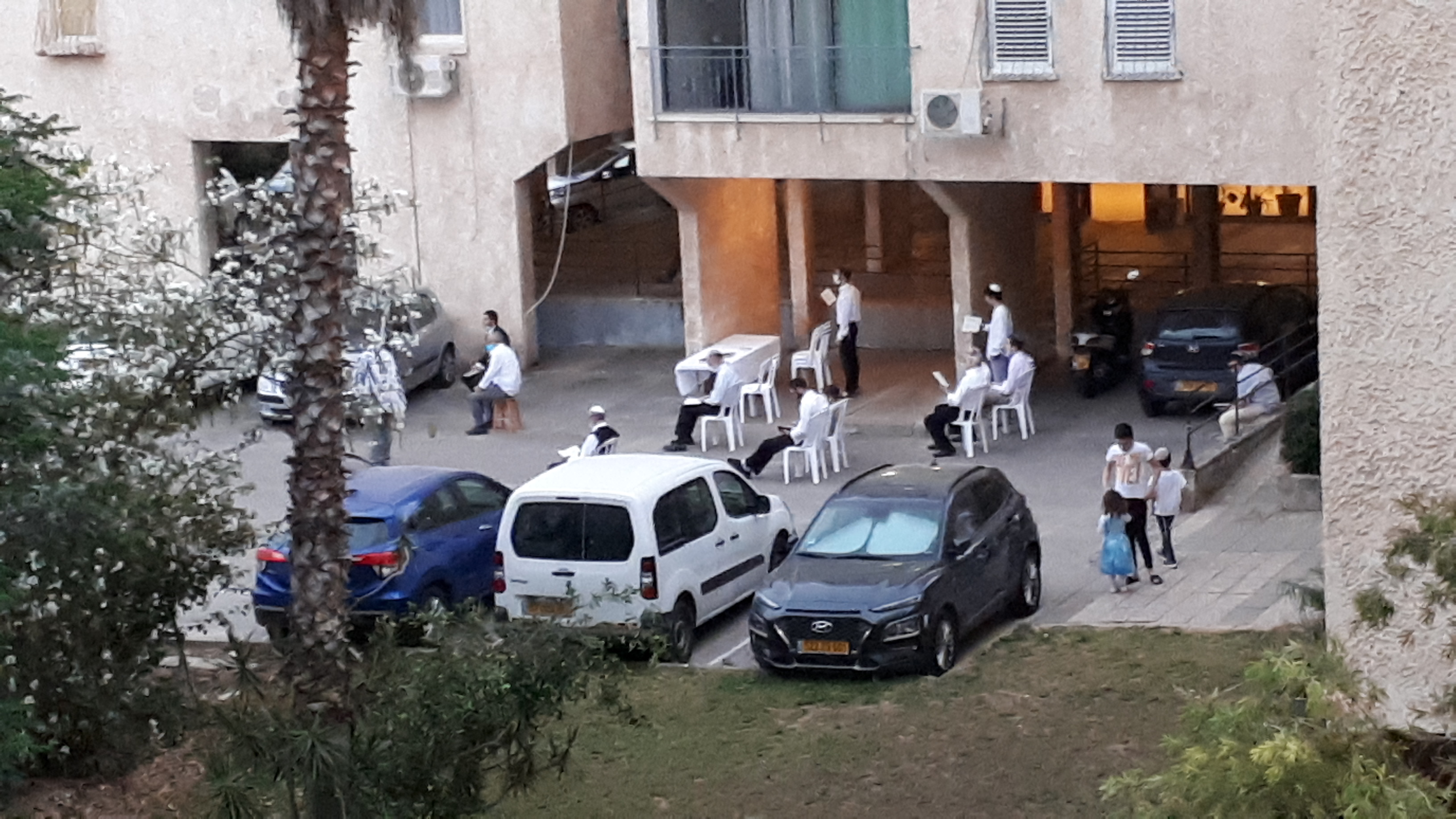

تجمع آلاف اليهود عند حائط البراق للصلاة من أجل انتهاء جائحة فيروس كورونا بقيادة الحاخام شموئيل الياهو.
ألغيت العديد من التجمعات المصاحبة للاحتفال اليهودي عيد الفور بسبب جائحة كوفيد-19.
أصدر المجمع الحاخامي الأمريكي، المتحدث باسم اليهودية الأرثوذكسية، توجيهًا ينص على أنه «يجب أن تكون التجمعات العامة في المعابد والمدارس محدودة للغاية».
وصرحت الجمعية الحاخامية، المتحدثة عن اليهودية المحافظة، أن «حماية الحياة البشرية تسمو تقريبًا فوق كل قيمة يهودية أخرى» وأوصت بتأجيل حفلات الزفاف.

### الهندوسية
أُلغِيَّ مهرجان بانجوني أوثيرام، الذي يرتبط عادة بالمواكب، بسبب جائحة فيروس كورونا 2019-2020. سمحت الحكومة النيبالية بوجود 25 حاجًا فقط في نفس الوقت في معبد باشوباتيناث المقدس في كاتماندو، نيبال.
في 18 مارس، ألغيت الرحلات إلى معبد فايشنو ديفي في إقليم الاتحاد الهندي في جامو وكشمير. وبصرف النظر عن هذا، أوقف تشغيل جميع الحافلات القادمة من جامو وكشمير. أصدر مجلس ضريح شري ماتا فايشنو ديفي (إس إم في دي إس بي) توصية للأجانب بعدم زيارة المعبد حتى 28 يومًا بعد وصولهم إلى الهند. لن يتمكن عامة الناس من الذهاب إلى آرتي الشهيرة عالميًا التي تقام في غانجس غات في كاشي. حظرت إدارة المقاطعة دخول عامة الناس في غانغا آرتي. وقد طُلب من المنظمين أيضًا إكمال الغانغا آرتي بطريقة بسيطة.
وسط زيادة عدد الحالات المؤكدة بالإصابة في جميع أنحاء ولاية ماهاراشترا في الهند، أعلن مسؤولو الصحة عن إغلاق العديد من المواقع السياحية والدينية كإجراء وقائي. وشملت هذه المواقع معبد سيدهيفينياك في مومباي ومعبد تولجا باهافاني في مقاطعة عثمان آباد وكهوف آجانتا وإلورا في منطقة أورانجاباد ومعبد داجادوشيث هالواي جاناباتي في بونه ومعبد مومبا ديفي في مومباي ومعبد سايبابا في شردي.

### السيخية
قررت لجنة شيروماني جوردوارا برابانداك إبقاء المعبد الذهبي وجميع الأضرحة الأخرى تحت حكمها مفتوحين. أطلع الأمين العام روب سينغ وسائل الإعلام على ذلك وعلله بكون المعبد الذهبي لم يغلق حتى أثناء الهجمات العسكرية على المكان، من قبل الأفغان في القرن الثامن عشر والجيش الهندي عام 1984. ومع ذلك، فإن إدارة لجنة شيروماني جوردوارا برابانداك تتوخى يقظة شديدة بشأن توصيات منظمة الصحة العالمية. أوصى تحالف السيخ بإلغاء الشعائر في غوردوارا. بالإضافة إلى ذلك، أوقف العديد من سيخ غورودوارا الإطعام المجاني لزوار غورودوارا نتيجة لجائحة فيروس كورونا 2019-2020.
أوصى مجلس سيخ غوردوارا المركزي بأن يبقى السيخ المسنون في منازلهم، لكنه سمح باستمرار حفلات الزفاف التي كان من المقرر إقامتها.
كما علقت أو أجلت احتفالات نجار كيرتانس المرتبطة بعيد فيساكي في الربيع.

### البوذية
أوقف السلك الثقافي للبوذية الكورية برنامجه الذي يسمح للزوار بتجربة الحياة الرهبانية في مئة وسبعة وثلاثين معبدًا.
ألغت الكنائس البوذية الأمريكية شعائر عيد الربيع هيجان وغيرها من الفعاليات في العديد من معابدها.
هناك تخوف من صعوبة السيطرة على انتشار الفيروس أثناء السفر والتجمعات حول فيساك.

## قضايا قانونية
أصدر معهد ذا فرست لايبرتي، وهو شركة قانونية غير هادفة للربح مقرها الولايات المتحدة، إرشادات للمؤسسات الدينية فيما يخص تعليق أعمالها خلال جائحة فيروس كورونا 2019-20.
بينما قامت الغالبية العظمى من المنظمات الدينية بتعليق الشعائر والأنشطة والفعاليات التي تستلزم الحضور، حدثت بعض التجمعات على الرغم من النصائح أو القواعد بعدم الاجتماع في مجموعات كبيرة. أعفت بعض الحكومات المنظمات الدينية من المتطلبات المتعلقة بعدد الأشخاص المسموح لهم بالتواجد في التجمعات خلال جائحة فيروس كورونا 2019-20.

## الأبحاث
بدأ باحثون إيطاليون في القانون والدين من رابطة أكاديميي التنظيم القانوني للظاهرة الدينية في 8 مارس 2020 مشروعًا بحثيًا، ينسقه البروفيسور بييرلويجي كونسورتي (جامعة بيزا)، مع موقع ويب، لجمع المستندات والتعليقات الموجزة حول الدين والقانون وطوارئ كوفيد- 19.

## روابط خارجية
- الكنائس تلغي خدمة الأحد ، وتتحرك على الإنترنت وسط تفشي فيروس كورونا - فوكس نيوز
- قوة الصلاة في التعامل مع القلق من فيروس كورونا - يو إس إيه توداي
- يوم الأحد بدون كنيسة: في أزمة ، أمة تسأل: ما هو المجتمع؟ - اوقات نيويورك
- COVID-19 / Coronavirus Resources - الكنيسة الإنجيلية اللوثرية في أمريكا (ELCA)
- الرسالة الرعوية حول مرض التاجية لعام 2019 (COVID-19) - الكنيسة اللوثرية في أمريكا الشمالية (NALC)
- في كنائس العاصمة التي ظلت مفتوحة يوم الأحد ، مزيج من التحدي والتشجيع والإيمان - واشنطن بوست